# Maura Viceconte
Maura Viceconte, née le 3 octobre 1967 à Suse et morte le 10 février 2019 à L'Écluse, est une athlète italienne spécialiste du marathon. 
Ancienne détentrice du record d'Italie du 10 000 mètres, elle a également détenu pendant plus de 10 ans le record national du marathon en 2 h 23 min 47 s réalisés en 2000 à l'occasion du marathon de Vienne.

## Biographie
Maura Viceconte est surtout connue pour avoir remporté la médaille de bronze aux  Championnats d'Europe 1998 à Budapest, en Hongrie. Elle a remporté trois marathons au cours de sa carrière : Rome (1999), Vienne (2000) et Prague (2001).
Son meilleur temps personnel de 2 h 23 min 47 s établi au Marathon de Vienne en 2000 a été le record national italien jusqu'en avril 2012, où il a été battu par Valeria Straneo.
Elle est recordwoman d'Italie du 10 000 m.
Le 10 février 2019, Maura Viceconte s'est suicidée par pendaison à l'âge de 51 ans.

### Palmarès
| Date | Compétition              | Lieu     | Résultat | Performance     |
| ---- | ------------------------ | -------- | -------- | --------------- |
| 1995 | Marathon de Venise       | Venise   | 1re      | 2 h 29 min 11 s |
| 1998 | Championnats d'Europe    | Budapest | 3e       | 2 h 28 min 31 s |
| 1999 | Marathon de Rome         | Rome     | 1re      | 2 h 29 min 36 s |
| 2000 | Semi-marathon Rome-Ostie | Rome     | 1re      | 1 h 11 min 07 s |
| 2000 | Marathon de Vienne       | Vienne   | 1re      | 2 h 23 min 47 s |
| 2000 | Jeux olympiques d'été    | Sydney   | 12e      | 2 h 29 min 26 s |
| 2001 | Marathon de Prague       | Prague   | 1re      | 2 h 26 min 33 s |

### Records
| Épreuve       | Performance        | Lieu           | Date        |
| ------------- | ------------------ | -------------- | ----------- |
| 10 000 mètres | 31 min 5 s 57 (NR) | Heusden-Zolder | 5 août 2000 |
| Marathon      | 2 h 23 min 47 s    | Vienne         | 21 mai 2000 |